# Зикеево (остановочный пункт)
Зике́ево — остановочный пункт Московской железной дороги в Жиздринском районе Калужской области. Открыт в 1899 году как железнодорожная станция на Московско-Киево-Воронежской железной дороге.

## Описание
Расположен на электрифицированном переменным током (25кВ) участке Сухиничи — Брянск в 12 километрах юго-восточнее районного центра. Отнесён к Брянскому региону МЖД. Имеется одна островная пассажирская платформа, соединённая с вокзалом и посёлком низким пешеходным переходом с деревянными настилами. Одноэтажное здание вокзала с небольшим залом ожидания.
Рядом с платформой населённый пункт — Железнодорожная станция Зикеево.
Расстояние от Киевского вокзала города Москвы 312 километров, от Брянска ~ 60 км. Время в пути на электропоезде от станции Сухиничи-Главные ~ 50 минут. Турникеты отсутствуют, в здании вокзала имеются кассы по продаже билетов.

## История
В конце XIX века прокладывается Московско-Киево-Воронежская железная дорога, которая вопреки ожиданиям властей и купечества уездного центра прошла не через Жиздру, а через Зикеево. Местной управе пришлось собирать деньги и самим финансировать строительство железнодорожной ветки длиной 9,836 вёрст до станции Зикеево где проходила магистраль. По преданию, помещик Каньшин дал проектировщикам взятку, чтобы проложить железную дорогу Москва — Брянск через село Зикеево где у него был лесопильный завод. Учасотк от Жиздры до Зикеево был окончен строительством и открыт в 1899 году.
К 1914 году село Зикеево — административный центр Зикеевской волости Жиздринского уезда Калужской губернии в котором проживало 1350 человек, имелась собственная земская школа.
В годы Великой Отечественной войны узловая станция Зикеево, от которой отходила тупиковая ветка до Жиздры, в условиях плохих автодорог и труднопроходимой болотистой местности, являлась стратегически важным перевалочным пунктом для снабжения жиздринской и сухиничской группировок противника и при строительстве немцами долговременных оборонительных сооружений по берегам рек Жиздры, Потьи и Бродны.
С 1941 по 1943 годы Зикеево находилось на линии фронта. Станция и село были захвачены оккупантами 6 октября 1941 года. Зимой 1942 года, в ходе Белёвско-Козельской наступательной операции, частям 10-й армии так и не удалось освободить станцию, к которой они вышли 8 января. Вскоре, воспользовавшись растянутостью коммуникаций наступавших частей РККА, 24-й моторизованный корпус вермахта нанёс мощный контрудар от Жиздры и Людиново в направлении на Сухиничи и деблокировал окружённый советскими войсками гарнизон на станции Зикеево.
| Внешние изображения | Внешние изображения                             |
| ------------------- | ----------------------------------------------- |
|                     | Немецкие оккупанты на станции Жиздра. 1942 год. |

Во время проведения стратегической наступательной операции «Кутузов», в июле-августе 1943 года, железнодорожная ветка до Жиздры была полностью разрушена оккупантами и больше не восстанавливалась.
19 июля 1943 года бойцами 324-й стрелковой дивизии 50-й армии при поддержке танков м артиллерии, после упорных многодневных боёв станция Зикеево и 30 близлежащих населенных пунктов были освобождены от фашистов. После освобождения района администрация обращалась с ходатайством к Сталину о переносе районного центра в Зикеево, поскольку город Жиздра был уничтожен до основания, но оно не было удовлетворено.

## Пассажирское движение
В Зикеево имеют непродолжительную[уточнить] остановку все электропоезда, следующие направлением на Сухиничи и Брянск. Пассажирские поезда дальнего следования остановок на станции не имеют. Пригородные линии обслуживают бригады АО «Центральная ППК» на электропоездах ЭД9Т и ЭД9М, приписанных к ТЧ-45 Брянск-I (МВПС).